# 丸茂ジュン
丸茂 ジュン（まるも ジュン、女性、1953年5月21日 - ）は、日本の官能小説家。
静岡県生まれ。父は日本近代文学研究・静岡大学教授の三枝康高。本名・和子。玉川大学英文科卒、建設会社の海外課に勤務ののち編集者となり、中田耕治の勧めで小説を書き始める。女性の官能小説家の登場はインパクトを与え、岡江多紀、中村嘉子とともに美人ポルノ作家御三家と呼ばれる（永田守弘『教養としての官能小説案内』）。
1986年未婚のまま男子を出産し、エッセイなども書いている。息子は脚本家の塩味鷹虎。父親は牛次郎（『出生届に父の名はなし』）。

## 著書
- 愛という名の媚薬 双葉ロマン 1983.10 のち文庫
- 紅い牡丹は契れない 双葉社 1983.12
- メス猫の葬列 群雄社出版 1983.6（シガレット・スペシャル） のちケイブンシャ文庫
- 今夜のルージュはどんな味 青樹社 1983.9 (Big books) のち光文社CR文庫
- 情事は悪夢の果てに 有楽出版社 1984.7
- 寂しいのは、嫌 光風社出版 1984.1 (Kofusha roman 500)
- 痴女伝説 自選処女短編集 サンケイ出版 1984.2
- 夢のつづきは情事のあとで 青樹社 1984.2 (Big books) のちケイブンシャ文庫
- 愛して遊んで 桃園新書 1984.4 のち文庫
- 真夜中のアバンチュール 光風社出版 1984.5 のちケイブンシャ文庫
- 金曜日の女 サンケイ出版 1984.5
- 情事は女の熱いため息 青樹社 1984.8 (Big books) のちケイブンシャ文庫
- あのコも欲しい 有楽出版社 1985.1
- クレージュは不倫のサイン レズ探偵・麻美 茜 1985.3
- 愛のスパイスひとつまみ（エッセイ）東都書房 1985.4
- だから今夜も! 濃厚red roman 有楽出版社 1985.6
- 女豹たちの祭典 ケイブンシャ文庫 1985.9
- ハイエナが牙をむくとき 弱みある女たちへ 東都ノベルス 1985.11 「人妻の秘めごと」ケイブンシャ文庫
- 裏街道にも花は咲く ジュンが覗いたピンク・ゾーン（エッセイ）サンデー社 1986.8
- 蟻地獄の誘い ミリオン出版 1986.10 (Sniper novels) のちケイブンシャ文庫
- 女は夜に啼く 有楽出版社 1986.3
- ちょっとツワリ気分 桃園文庫 1986.4
- 女調教師・冴子 双葉ノベルス 1986.5
- ちょっと好奇心 光風社出版 1986.9
- 受胎願望 有楽出版社 1986.8
- 肉あそび 女流アダルト・エロチカ 茜新社 1986.8
- スポットライトの影に ミリオン出版 1986.3 (Sniper novels) のちケイブンシャ文庫
- かるがも恋日記 扶桑社 1987.8
- 女豹への挽歌 有楽出版社 1987.8
- ヴィトンの中は疑惑の匂い 広済堂文庫 1987.11
- 不倫に口づけ 光風社出版 1988.2
- 不倫恋日記 主婦の友社 1988.3
- 赤ちゃんは敏腕刑事 桃園書房 1988.4 「赤ちゃん刑事」文庫
- 蒼い炎 有楽出版社 1988.7
- 一夜だけの初恋 ケイブンシャ文庫 1988.8
- 愛を翼にかえて 双葉社 1988.9（レディース文庫）
- 真夜中にルージュを ケイブンシャ文庫 1989.2
- 堕ちる… ケイブンシャ文庫 1989.9
- ヤッちゃんの女房 極道の女房奮戦記 桃園文庫 1989.8
- 帰ってきた女極道 ヤッチャンの女房・パート2 桃園新書 1989.11 のち文庫
- チョットとらばーゆ ダイナミックセラーズ 1989.3
- 夜はこれから ダイナミックセラーズ 1989.4
- 毒牙は蜜の香り 有楽出版社 1990.6
- 熱き夜の女神 美人女医のカルテ 桃園新書 1990.6
- お嬢さまの開花宣言 光風社出版 1990.2
- 乱れ舞い 勁文社ノベルス 1990.10 のち文庫
- そしていい女恋してフィットネス 実業之日本社 1990.10 (Joy novels)
- トレンディーな誘惑 光風社出版 1991.1
- 人妻は真昼に啼け 勁文社ノベルス 1991.11
- 禁じられた罠 勁文社ノベルス 1991.7
- 女たちのアフター5 光風社出版 1991.8
- 女豹の爪 ケイブンシャ文庫 1991.6
- 密猟者の儀式 勁文社ノベルス 1991.1 のち文庫
- Q[2]夫人 ナイタイ1992 「令夫人の午後」リイド文庫
- おんな不倫調査員 正続 ぶんか社 1992（女流作家官能シリーズ）
- 夜を喰う 光風社出版 1992.7
- 「恋愛ごっこ」はやめなさい 素直になれたとき、本物の愛に出逢える 大和出版 1992.12
- もっとトレンディ 桃園新書 1992.6
- うずく夜 勁文社ノベルス 1992.9
- 人妻獣の匂い ケイブンシャ文庫 1993.8
- シンデレラは眠れない 光風社出版 1993.9
- 出生届に父の名はなし 息子は私を選んで生まれてきた ごま書房 1994.3
- 不倫招待状 ケイブンシャ文庫 1994.4
- 流出裏ビデオの女 あがた有為共著 松文館 1995.8
- メス猫の寝室 桃園新書 1996.4
- 耽美小説の書き方 ひらく・ごま書房 1997.6
- 裏切りの香り 連作魅惑の香水全四話 宙出版 2000.1
- マグナム伝説 モザイクの裏の真実 徳間文庫 2001.1
- ラブメール パラダイム 2001.5
- 性豪 ピンクの煙 徳間文庫 2003.1
- 悪女狂騒曲 殺人事件を彩る女たち コスミック出版 2003.11（コスモブックス）
- 天使の誘惑 コスミック・ロマン文庫 2003.4
- ダブル・クロス 燃える絆 コスミック文庫 2004.7
- 翔んで、ウタマロ 太田新書 2005.8
- セックスと嘘とアダルトビデオ 村西とおるの七転八起人生 幻冬舎 2006.5